# Velika nacionalna loža Hrvatske
Velika nacionalna loža Hrvatske, skraćeno VNLH, je liberalna te mješovita slobodnozidarska velika loža u Hrvatskoj. Osnovana je 2014. godine uz pomoć Velike lože Italije. Članica je nekoliko najznačajnijih međunarodnih saveza, uključujući CLIPSAS.

## Povijest
Prvi slobodni zidari koji će kasnije biti članovi ove velike lože inicirani su u Trstu 2005. godine u Loži "Excalibur" pod okriljem Velike lože Italije. Krajem 2006. godine u Trstu je osnovana prva hrvatska loža pod nazivom "Liburnia". U Rijeci je 2009. godine otvoren i prvi masonski hram, a početkom 2012. godine je osnovana Loža "Iliria". Godine 2013. godine osnovana je Loža "Sapientia", prva loža u Zagrebu. Prva loža u Splitu, Loža "Dalmatia", osnovana je 2014. godine.
Dana 14. veljače 2014. godine u Rijeci osnovana je Velika nacionalna loža Hrvatske. Početkom 2015. godine osnovana je Loža "Sveti Ivan" u Osijeku. Druga loža u Zagrebu, "Aequilibrium", osnovana je 2016. godine, dok je u Splitu 2018. godine osnovana Loža "Aspalathos". Početkom 2018. godine članstvo ove velike lože se podijelilo i osnovalo novu veliku ložu koja se intenzivnije posvetila slobodnozidarskoj simbolici.
Generalna skupština CLIPSAS-a prihvatila je 27. svibnja 2017. godine ovu veliku ložu u punopravno članstvo skupa s još šest velikih loža.
U studenom 2024. godine u Zagrebu svečano je obilježena deseta godišnjica djelovanja ove velike lože.

## Ustroj
Sjedište Velike nacionalne lože Hrvatske je u Rijeci.
Do listopada 2024. godine nije zabilježeno da je ova organizacija pod navedenim imenom registrirana kao neprofitna nevladina udruga kao što je slučaj s nekim drugim velikim ložama u Hrvatskoj.

### Lože
U 2024. godini pod okriljem ove velike lože nalazi se sedam loža, od toga po dvije rade u Zagrebu i Splitu te po jedna u Rijeci, Osijeku i talijanskom gradu Trstu.
- Loža "Liburnia", Trst – nosi naziv po zemljopisnom području na kojoj su živjeli Liburni; osnovana pod zaštitom Velike lože Italije.
- Loža "Iliria", Rijeka – nosi naziv po zemljopisnom području na kojoj su živjeli Iliri; osnovana pod zaštitom Velike lože Italije.
- Loža "Sapientia", Zagreb – nosi naziv po latinskoj riječi za mudrost; osnovana pod zaštitom Velike lože Italije.
- Loža "Dalmatia", Split – nosi naziv po zemljopisnom području Dalmacija.
- Loža "Sveti Ivan", Osijek – nosi naziv po Svetom Ivanu.
- Loža "Aequilibrium", Zagreb – nosi naziv po latinskoj riječi za revnotežu.
- Loža "Aspalathos", Split – nosi naziv po koloniji antičkih Grka na mjestu današnjeg Splita.

### Uprava
Velikom nacionalnom ložom Hrvatske upravlja veliki majstor, odnosno suvereni veliki zapovjednik velikog majstora, koji se bira na trogodišnje razdoblje.
- Zdenko Š. (oko 2018.)[10]

### Međunarodna suradnja
Ova velika loža je članica nekoliko međunarodnih saveza:
- CLIPSAS (od svibnja 2017.),[5]
- Alijansa masona Europe (od rujna 2016.),[14]
- Unija masona Mediterana (od travnja 2016.),
- Adogmatska udruga srednje i istočne Europe (od prosinca 2015.),
- Masonska unija Balkana (od prosinca 2014.).

Također, ova velika loža potpisala je povelje o prijateljstvu i međusobnom priznavanju s preko 30 drugih velikih loža, među kojima su i: Veliki orijent Slovenije (2015.), Veliki orijent Austrije (2015.), Veliki orijent Rumunjske (2016.), Veliki orijent Francuske (2017.) i Velika ženska loža Francuske (2023.).

### Obred
Primarni obred Velike nacionalne lože Hrvatske je Drevni i prihvaćeni škotski obred. Velika loža upravlja simboličkim stupnjevima plave lože (učenik, pomoćnik i majstor) i delegira upravljanje visokim stupnjevima na dodatna tijela i redove.

## Pridružena tijela i redovi
Upravljanje visokim stupnjevima Velika nacionalna loža Hrvatske provodi kroz pridružena tijela i redove od kojih svaki predstavlja jedan obred a na temelju potpisanih konkordata.
- Vrhovni savjet Hrvatske 33. i posljednjeg stupnja Drevnog i prihvaćenog škotskog obreda – nadležan za rad Drevnog i prihvaćenog škotskog obreda.

### Škotski red
Vrhovni savjet Hrvatske kao središnja vlast Škotskog obreda pri ovoj velikoj loži osnovan je u Rimu 24. studenoga 2017. godine dekretom Vrhovnog vijeća Italije. Tri dana kasnije, 27. studenoga je odobren Vrhovni savjet Hrvatske 33. i posljednjeg stupnja Drevnog i prihvaćenog škotskog obreda. Svečana dodjela dekreta obavljena je u Rimu 16. ožujka 2018. godine.
Vrhovni savjet Hrvatske je jedan od supotpisnika Velike opće povelja o visokim škotskim stupnjevima (fran. Grande Charte Universelle des Hauts Grades Ecossais; engl. Universal Grand Charter of the Higher Scottish Degrees) koju je 14. prosinca 2019. godine potpisao 31 vrhovno vijeće iz Europe, Amerike te sjeverne Afrike. Potpisnici će se međusobno priznavati zadržavajući punu suverenost. Među potpisnicima su vrhovni savjeti pri Velikom orijentu Francuske, Velikoj loži Italije, Velikoj ženskoj loži Francuske, Međunarodnom redu Le Droit Humain i dr.
Ovaj vrhovni savjet nije zadužen samo za Hrvatsku, već i za širenje Škotskog obreda na području jugoistočne Europe. Vrhovni savjet Hrvatske tako upravlja visokim stupnjevima za članice Velike ženske lože Srbije.